# Llallawavis
Llallawavis ist eine ausgestorbene Gattung aus der Familie der Phorusrhacidae („Terrorvögel“). Sie lebte im Verlauf des älteren Pliozäns vor mehr als 3,3 Millionen Jahren in Südamerika. Gefunden wurde bisher lediglich ein nahezu vollständiges Skelett in der Küstenregion von Mar del Plata in der argentinischen Provinz Buenos Aires. Das Skelett verweist auf einen mittelgroßen Vertreter der „Terrorvögel“, der eine Gesamthöhe von 1,2 m erreichte. Sein ausgesprochen schlanker Körperbau in Verbindung mit langen Gliedmaßen und langgestrecktem Schnabel stellen ihn in die Verwandtschaft von Mesembriornis. Anhand des Baus des Innenohrs lässt sich aufzeigen, dass die Tiere eher niederfrequente Töne wahrnahmen, die sie zur innerartlichen Kommunikation oder zur Beutejagd einsetzten. Die Gattung wurde im Jahr 2015 wissenschaftlich eingeführt. Es ist eine Art anerkannt.

## Merkmale

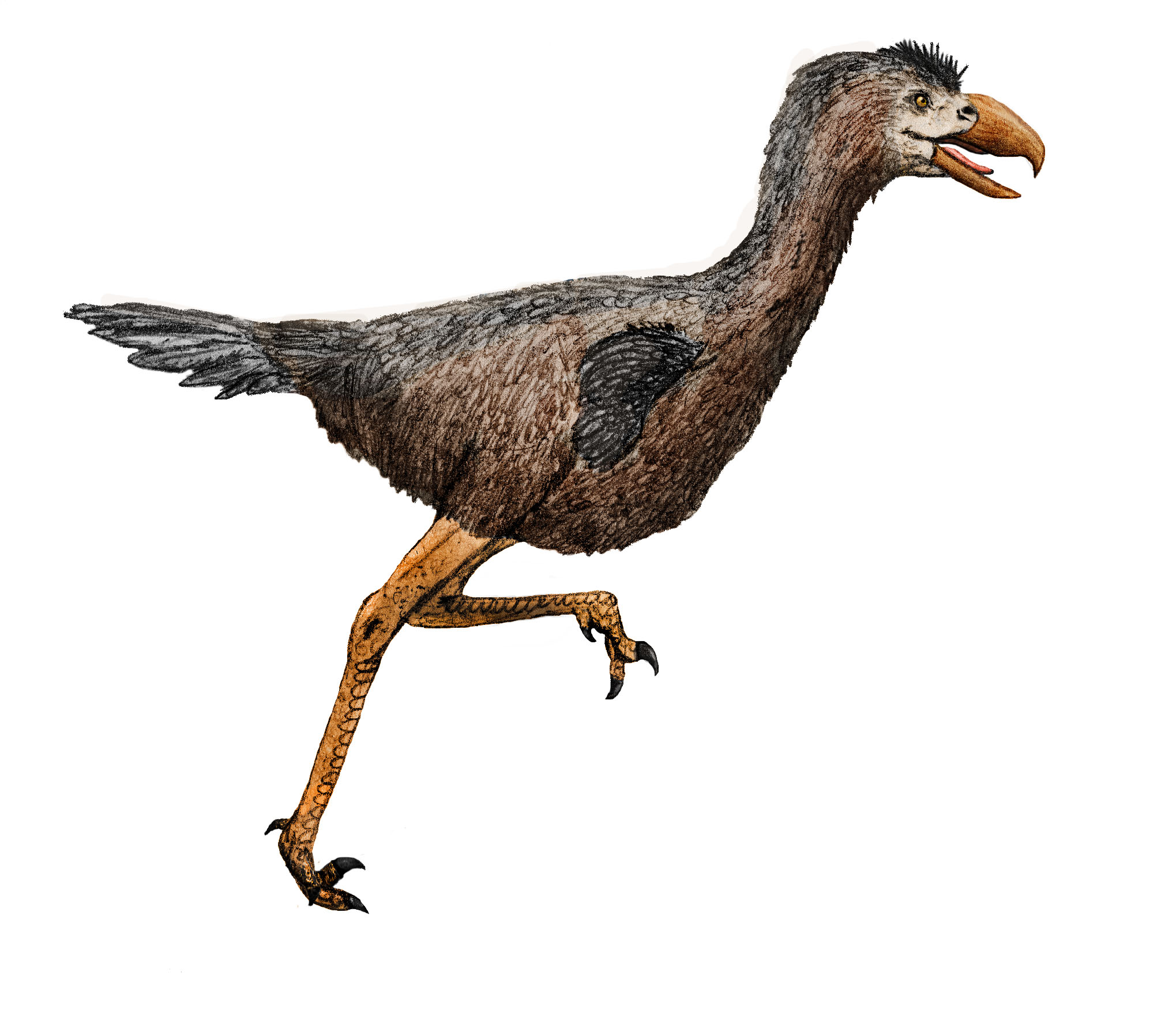
Lebendrekonstruktion von Llallawavis

Llallawavis war ein mittelgroßer Vertreter der Phorusrhacidae. Überliefert ist er durch ein nahezu vollständiges Skelett. Typisch für die kleineren Formen aus der Verwandtschaft um Mesembriornis besaßen die Tiere einen grazilen Körperbau. Der Schädel war langgestreckt. Einen größeren Teil davon nahm der Oberschnabel ein, der zudem sehr schmal und hoch wurde und oberhalb der Nasenöffnung eine charakteristische Aufwölbung besaß. Die Nasenöffnungen selbst waren langgestreckt und dreieckig geformt. Die Schnabelspitze besaß ein für alle Phorusrhacidae typisches spitzes und nach unten gebogenes Ende. Der Hirnschädel zeigte sich analog zu Psilopterus und Procariama kugelig geformt. Am seitlich ausgedehnten und senkrecht gestellten Hinterhauptsbein trat ein breiter, vertikal in der Schädelmitte verlaufender Kamm auf, der von zwei quer orientierten Kämmen flankiert wurde. Ein breiter sagittaler Kamm kam auch bei Procariama vor, war bei Psilopterus aber eher schmal. Das Tränenbein wies einen langen, nach hinten orientierten Processus supraorbitalis auf. Bauchseits schloss sich ein – wie bei der Seriemas-Verwandtschaft üblich – separater Knochen an und verband das Tränenbein mit dem Jochbeinstab. In Verbindung mit einigen weiteren anatomischen Merkmalen sorgte diese Konstruktion dafür, dass Llallawavis ähnlich wie andere Phorusrhaciden den Oberschnabel nicht unabhängig bewegen konnte. Dem Quadratbein fehlte als einzigartiges Merkmal die hintere pneumatische Öffnung, stattdessen kamen nur zwei mittlere vor. Die Skleralringe der Orbita bestanden aus 13 bis 14 Einzelknochen von jeweils rechteckiger Gestalt. Am Gaumen auf der Schädelunterseite waren als weitere Auffälligkeit die Öffnungen kaum sichtbar. Der Unterkiefer besaß eine langgestreckte und niedrige Form. Die Symphyse am vorderen Ende war schmal, kurz und vorn aufwärts gerichtet. Am Unterkieferkörper lagen seitlich drei Öffnungen. Der Kronenfortsatz erhob sich markant auf der Oberseite, am hinteren Ende bestand ein kurzer und rückwärts gerichteter Gelenkfortsatz.
Die Wirbelsäule bestand aus 19 präsakralen Wirbeln, die sich auf zwölf Halswirbel, einen Übergangswirbel und sechs Rückenwirbel verteilten. Sie war damit etwas umfangreicher als bei Andalgalornis. Ähnlich wie bei diesem kamen an den hinteren Halswirbeln aber zweigeteilte und hohe Dornfortsätze vor. Deren Höhe nahm an den Rückenwirbeln noch einmal deutlich zu. Das Synsacrum bestand vergleichbar zu Psilopterus aus 13 Wirbeln, während vom Schwanz insgesamt sieben überliefert blieben. Der Schultergürtel ähnelte weitgehend dem der kleineren Phorusrhaciden und war mit einem schmalen Brustbein mit hohem, aber nicht Richtung Bauchseite ausgedehnten Brustbeinkamm sowie mit einem schmalen Schulterblatt ausgestattet. Das Schulterblatt fusionierte medial mit dem Rabenbein. Die Vorderbeine oder Flügel zeigten sich wie bei den meisten Phorusrhaciden stark reduziert. Der Oberarmknochen war gerade und kurz, die Elle noch einmal markant kürzer, wobei letztere nur ein kleines Olecranon aufwies. Das Becken war langgestreckt und erweiterte sich wie bei den kleineren Phorusrhaciden nach hinten. Die hintere Kanten des Sitzbeins trafen in einem stumpfen Winkel aufeinander. Der Darmbeinkamm war auf Höhe der Hüftgelenkspfanne in Übereinstimmung mit Mesembriornis, aber abweichend von Andalgalornis unterbrochen, so dass hier eine größere Plattform entstand. Der Oberschenkelknochen, der Tibiotarsus und der Tarsometatarsus bildeten die drei längsten Knochen des Skeletts. Ihre Längen betrugen 18,4 cm, 33,3 cm und 29,4 cm. Sie hatten einen schlanken Bau, was sich am Durchmesser der Schaftmitte ableiten lässt, welcher jeweils 2,0 cm, 2,1 cm und 1,5 cm maß. Der Tarsometatarsus erreichte rund 91 % der Länge des Tibiotarsus. Letzterer war noch einmal schlanker als beim ohnehin feingliedrigen Mesembriornis. Typisch für die Phorusrhacidae bestand am unteren rückseitigen Gelenkende ein auffälliger Knochensteg (Pons supratendineus). Wie die Hand ist der Fuß nur unvollständig bekannt. Der erste Strahl setzte aber sehr weit oben an und berührte dadurch im Lauf oder Stand den Boden nicht. Er verfügte über zwei Phalangen, wobei die Endphalange mit der Kralle charakteristisch gebogen war. Der dritte Strahl zeigte sich am stärksten entwickelt.

## Fossilfunde
Funde von Llallawavis sind wie der meisten anderen Angehörigen der Phorusrhacidae aus Südamerika überliefert. Bedeutend ist ein nahezu vollständiges Skelett aus La Estafeta in der Region um Mar del Plata in der Pampasregion von Argentinien, dem lediglich einzelne Unterarmknochen, die Mittelhandknochen sowie mehrere Finger- und Zehenglieder fehlen. Die Küstenfundstelle stellt Teil eines mehr als 30 km langen, steilen Kliffs dar, das sich nordöstlich von Miramar erstreckt und aus mehreren Sedimentationseinheiten besteht. Die älteste davon wird allgemein der Chapadmalal-Formation zugewiesen, welche im Pliozän entstand und aus feinen bis sehr feinen, rötlich gefärbten Kalksteinen besteht, in die mehrere Paläoböden eingebettet sind. Stratigraphische Untersuchungen teilten die Chapadmalal-Fornation allerdings in zwei Alloformationen auf, von denen die untere als Playa-San-Carlos-Alloformation, die obere als Playa-Los-Lobos-Alloformation bezeichnet wird. Erstere enthält fünf, letzterer zwei Paläoböden. Das Skelett von Llallawavis wurde an der Basis der Playa-Los-Lobos-Alloformation gefunden. Zwischen den dort aufgeschlossenen Paläoböden 6 und 7 befindet sich eine Schicht aus glasigen Rückständen, allgemein als escoria bezeichnet, welche Ende der 1990er Jahre als mögliche Hinweise auf ein Impaktereignis eines Meteoriten gedeutet wurden. Radiometrische Altersmessungen ergaben für die Schicht Werte von 3,27 Millionen Jahre vor heute an. Der Skelettfund gehört damit in den älteren Abschnitt des Pliozäns (lokalstratigraphisch als Chapadmalalum bezeichnet und vor 4,5 bis 3,2 Millionen Jahren angesetzt).

## Paläobiologie
Anhand des Fundmaterials wird für Llallawavis eine Gesamthöhe von 120 cm veranschlagt, die Beinlänge bis zum Becken nahm mit gut 64 cm rund die Hälfte ein. Das Körpergewicht betrug schätzungsweise 18 kg. Die Vögel gehören damit zu den mittelgroßen Formen der Phorusrhacidae und erreichten etwas mehr als zwei Drittel der Höhe sowie weniger als ein Drittel des Gewichtes des verwandten Mesembriornis. Das Innenohr ist ähnlich gebaut wie bei den Seriemas, unterscheidet sich aber im Detail, etwa dass der obere Bogengang deutlich stärker nach hinten gekippt ist und die Hörschnecke völlig gerade verläuft und nicht am Ende gebogen ist. Das vermutete Tonspektrum reichte von 380 bis 4230 Hz mit einem Gesamtumfang von 3850 Hz. Spektrum und Umfang liegen im Bereich der heutigen Seriemas, aber in beiden Angaben etwas oberhalb von jenen bei Patagornis. Letzterer ähnelte in seiner akustischen Wahrnehmung den heutigen Straußen. Insgesamt entspricht das Hörvermögen der Seriemaverwandtschaft eher dem der Urkiefervögel und weniger der anderen Neukiefervögel, die Geräusche häufig in einem höheren Frequenzbereich wahrnehmen. Generell vermögen Vögel weitgehend aber nur die untere Hälfte ihrer Hörsensibilität zu nutzen. Vermutlich setzte Llallawavis die niedrigen Tonfrequenzen zur innerartlichen Kommunikation oder zum Aufspüren von Beute ein.

## Systematik
Llallawavis ist eine Gattung aus der ausgestorbenen Familie der Phorusrhacidae, die umgangssprachlich auch als „Terrorvögel“ bezeichnet wird. Die Gruppe setzt sich aus mittelgroßen bis großen, zumeist bodenlebenden Vögeln mit überwiegend räuberischer Ernährungsweise zusammen. Auf letzteres verweisen das hakenförmig nach unten gebogene, spitze Ende des Schnabels und die greifvogelartig gestalteten Krallen. Die Phorusrhaciden stehen den heutigen Seriemas nahe, die die offenen Landschaften Südamerikas bewohnen. Die Familie ist erstmals im Verlauf des Eozäns nachweisbar und hat ihren Ursprung vermutlich ebenfalls in Südamerika. Einige ältere Funde aus Antarktika wurden ursprünglich auch den „Terrorvögeln“ zugesprochen, werden heute aber häufig anderen Vogelgruppen zugeordnet. Während des Pliozäns erreichten die Phorusrhaciden zusätzlich Nordamerika, wo sie mit Titanis dokumentiert sind. Die jüngsten bisher bekannten Funde stammen aus Uruguay und datieren in das ausgehende Pleistozän.
In der Regel ist Llallawavis innerhalb der Phorusrhaciden in der Unterfamilie der Mesembriornithinae eingeschlossen. Zur näheren Verwandtschaft gehören dadurch Gattungen wie Mesembriornis und möglicherweise Procariama, letztere Form wird teilweise aber auch in die Psilopterinae eingegliedert. Die Mesembriornithinae definieren sich durch ihren im mittleren Abschnitt niedrigen und nach vorn verlängerten Schnabel sowie ihre kurze Symphyse am Unterkiefer. Zudem zeichnet sie ein schlanker Körperbau aus, bei dem der Tarsometatarsus rund 80 bis 85 % der Länge des Tibiotarsus erreicht. In der Körpergröße vermitteln sie zwischen den sehr kleinen Formen der Psilopterinae und den großen Angehörigen der „Terrorvögel“, wobei Mesembriornis mit rund 70 kg Körpergewicht recht große Ausmaße erreichte. Die Unterteilung der „Terrorvögel“ in mehrere Unterfamilien ist in anhaltender Diskussion und wird vor allem für die großen Angehörigen in jüngeren phylogenetischen Untersuchung nicht vollständig unterstützt. Eine Analyse aus dem Jahr 2015 verweist auf eine generelle Zweiteilung der Phorusrhaciden in eine kleine und eine große Formengruppe, die jeweils eine in sich geschlossene Einheit bilden. Die Gruppe der großen Phorusrhaciden setzt sich hierbei aus Mitgliedern mit einem Gewicht von über 70 kg zusammen. Sie erhielt die vorläufig die Bezeichnung „echte Terrorvögel“. Ihr gegenüber steht die Gemeinschaft der eher kleinwüchsigen Vertreter, vereint unter dem vorläufigen Terminus der „Psilopterines“. Da sich innerhalb dieser aber die die Mitglieder der zuvor postulierten Unterfamilien nicht mischten, wurde die Trennung in die Unterfamilien der Psilopterinae und der Mesembriornithinae beibehalten. Einigen der kleinen Phorusrhaciden werden zum Teil noch gewisse Flugeigenschaften zugesprochen. Diese prinzipielle Zweiteilung ließ sich auch in späteren Studien nachzeichnen, eine Untersuchung aus dem Jahr 2024 tendierte aber wieder zu einer stärkeren Auffächerung der „echten Terrorvögel“.
Die wissenschaftliche Erstbeschreibung von Llallawavis führte ein Forscherteam um Federico J. Degrange im Jahr 2015 durch. Grundlage hierfür bildete das Skelett aus der Playa-Los-Lobos-Alloformation bei Mar del Plata in der argentinischen Provinz Buenos Aires. Das Skelett stellt auch den Holotypus der Gattung dar (Exemplarnummer MMP 5050). Hinzu kommt ein fragmentierter Hirnschädel als weiteres Material. Bereits drei Jahre zuvor hatte Degrange im Rahmen seiner Dissertationsarbeit das Skelettmaterial ausführlich vorgestellt, ohne einen wissenschaftlichen Namen anzugeben. Der Gattungsname setzt sich aus dem Quechua-Wort Llallawa für „großartig“ oder „prachtvoll“ und dem lateinischen Wort avis für „Vogel“ zusammen. Gemeinsam mit der Gattung wurde die Art L. scagliai benannt. Das Artepitheton ehrt Galilei Juan Scaglia, welcher von 1940 bis 1980 dem Museo Municipal de Ciencias Naturales Lorenzo Scaglia in Mar del Plata vorstand. Das Museum ist Aufbewahrungsort des Holotyp-Materials.